# Roststjärtad lövletare
Roststjärtad lövletare (Anabacerthia ruficaudata) är en fågel i familjen ugnsfåglar inom ordningen tättingar.

## Utseende och läte
Roststjärtad lövletare är en medelstor tättning med brunaktig ovansida och ljusbeige undersida. Stjärten är som namnet avslöjar rostfärgad och bakom ögat syns ett tydligt beigefärgat streck. Arten är mest lik rostgumpad lövletare, men är något mindre, har brun övergump som kontrasterar med den rostfärgade stjärten och hittas vanligen på högre nivå i skogen. Sången består av en rätt snabb serie nasala uppåtböjda toner, ibland föregånget av en snabb serie vassare ljud. 

## Utbredning och systematik
Roststjärtad lövletare delas in i två underarter med följande utbredning:
- Anabacerthia ruficaudata ruficaudata – förekommer från tropiska sydöstra Colombia till norra Bolivia och västra Amazonområdet (Brasilien)
- Anabacerthia ruficaudata flavipectus – förekommer i södra Venezuelas anslutning till Guyanaregionen och norra Amazonområdet (Brasilien)

### Släktestillhörighet
Tidigare placerades arten i Philydor, men DNA-studier visar att den står nära arterna i Anabacerthia och inkluderas därför numera vanligen i det släktet.

## Levnadssätt
Roststjärtad lövletare hittas i högväxt regnskog. Där ses den vanligen i de mellersta och övre skikten. Den födosöker aktivt, ofta bland samlingar av döda löv, på jakt efter insekter.

## Status och hot
Arten har ett stort utbredningsområde, men tros minska i antal, dock inte tillräckligt kraftigt för att den ska betraktas som hotad. Internationella naturvårdsunionen IUCN listar arten som livskraftig (LC).